# Mijaíl Pávlov
Mijaíl Serguéyevich Pávlov (en ruso: Михаил Сергеевич Павлов; Bélaya Kalitvá, URSS, 1 de diciembre de 1986) es un deportista ruso que compite en piragüismo en la modalidad de aguas tranquilas.
Ganó cinco medallas en el Campeonato Mundial de Piragüismo entre los años 2010 y 2021, y cinco medallas en el Campeonato Europeo de Piragüismo entre los años 2008 y 2018.

## Palmarés internacional
| Campeonato Mundial | Campeonato Mundial          | Campeonato Mundial | Campeonato Mundial |
| Año                | Lugar                       | Medalla            | Competición        |
| ------------------ | --------------------------- | ------------------ | ------------------ |
| 2010               | Poznań (Polonia)            | Medalla de oro     | C1 4 × 200 m       |
| 2015               | Milán (Italia)              | Medalla de oro     | C2 500 m           |
| 2018               | Montemor-o-Velho (Portugal) | Medalla de oro     | C4 500 m           |
| 2019               | Szeged (Hungría)            | Medalla de oro     | C4 500 m           |
| 2021               | Copenhague (Dinamarca)      | Medalla de bronce  | C4 500 m           |
| Campeonato Europeo |                             |                    |                    |
| Año                | Lugar                       | Medalla            | Competición        |
| 2008               | Milán (Italia)              | Medalla de bronce  | C4 500 m           |
| 2015               | Račice (República Checa)    | Medalla de plata   | C1 500 m           |
| 2016               | Moscú (Rusia)               | Medalla de plata   | C1 500 m           |
| 2018               | Belgrado (Serbia)           | Medalla de oro     | C4 500 m           |
| 2018               | Belgrado (Serbia)           | Medalla de plata   | C2 500 m           |